# Mesochrysopa zitteli
Mesochrysopa zitteli là một loài côn trùng trong họ Mesochrysopidae thuộc bộ Neuroptera. Loài này được Meunier miêu tả năm 1898.